# Реч на реч
Реч на реч је српска политичка телевизијска емисија која се приказује од 2012. године на РТС 1, у време избора за народне посланике. Водитељ емисије је Зоран Станојевић.
Постоје контроверзе да емисија не допушта једнако време члановима власти и опозиције.

## Формат
Дебате су омогућиле политичким представницима (учесницима) представљање својих политичких позиција јавности, а гласачима да прикупе све информације које су им биле потребне за формирање коначног избора, али и да позову јавне функционере на одговорност.
Сврха ових дебата јесте да информише грађане о ставовима и стратегијама политичких странака у Србији које се такмиче на изборима. На тај начин сви бирачи у Србији имаће најбољи могући увид у идеје које политичка сцена Србије тренутно пружа.
Овакве дебате између кандидата за политичке функције су саставни део демократских избора у великом броју земаља, промовишу дијалог на тему јавних питања која су у интересу свих грађана и стимулишу политичку толеранцију.